# Oktroisystem
Das Oktroisystem ist ein Begriff aus der Geschichte der Aktiengesellschaft. Ursprünglich bedurfte die Gründung der Aktiengesellschaft noch öffentlicher (hoheitsrechtlicher) Konzession. Die Konzessionierung erfolgte durch eine staatliche Urkunde („oktroi“). Deswegen spricht man bei der Begründungsmethode vom Oktroisystem. Damit erhielten die Kompanien öffentlich-rechtlichen Charakter. Die Erscheinung von Aktiengesellschaften war eine Deckung von Bedürfnissen der Kolonienwirtschaft Europas.
Die ältesten Aktiengesellschaften sind die sogenannten Kompagnien:
- die britisch-ostindische Kompagnie von 1599;
- die niederländisch-ostindische Kompagnie im Jahre 1602
- die französische Compagnie des Indes occidentales von 1628.